# Új-Zéland irodalma
Új-Zéland saját irodalommal rendelkezik, még a távoli országokban született, bevándorolt szerzőket is sajátjukként tisztelik, úgy mint a dél-afrikai születésű Robin Hyde írót. A száműzetésbe kényszerült írók közül, akik Új-Zélandról írtak, említésre méltó Dan Davin és Katherine Mansfield.
Kivételt képez azonban például Samuel Butler, aki Erewhon című könyvét új-zélandi tartózkodása során írta és a szigetországban is játszódik, ő mégis az angol irodalomhoz tartozik. Karl Wolfskehl szintén kivételnek számít: aucklandi élményeiből született könyvei a német irodalomhoz tartoznak.
Az ország legtöbb könyve angol nyelvű, azonban a maori kiadások száma növekvőben van, és maori nyelvű irodalmi díjat is adnak át.

## Külső hivatkozások
- New Zealand Electronic Text Centre
- New Zealand Electronic Poetry Centre
- New Zealand Book Council Archiválva 2017. december 8-i dátummal a Wayback Machine-ben
- LeafSalon